# Sacavém

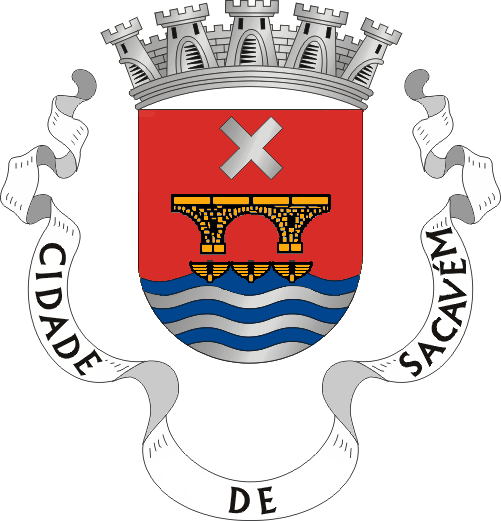
Stema Sacavém

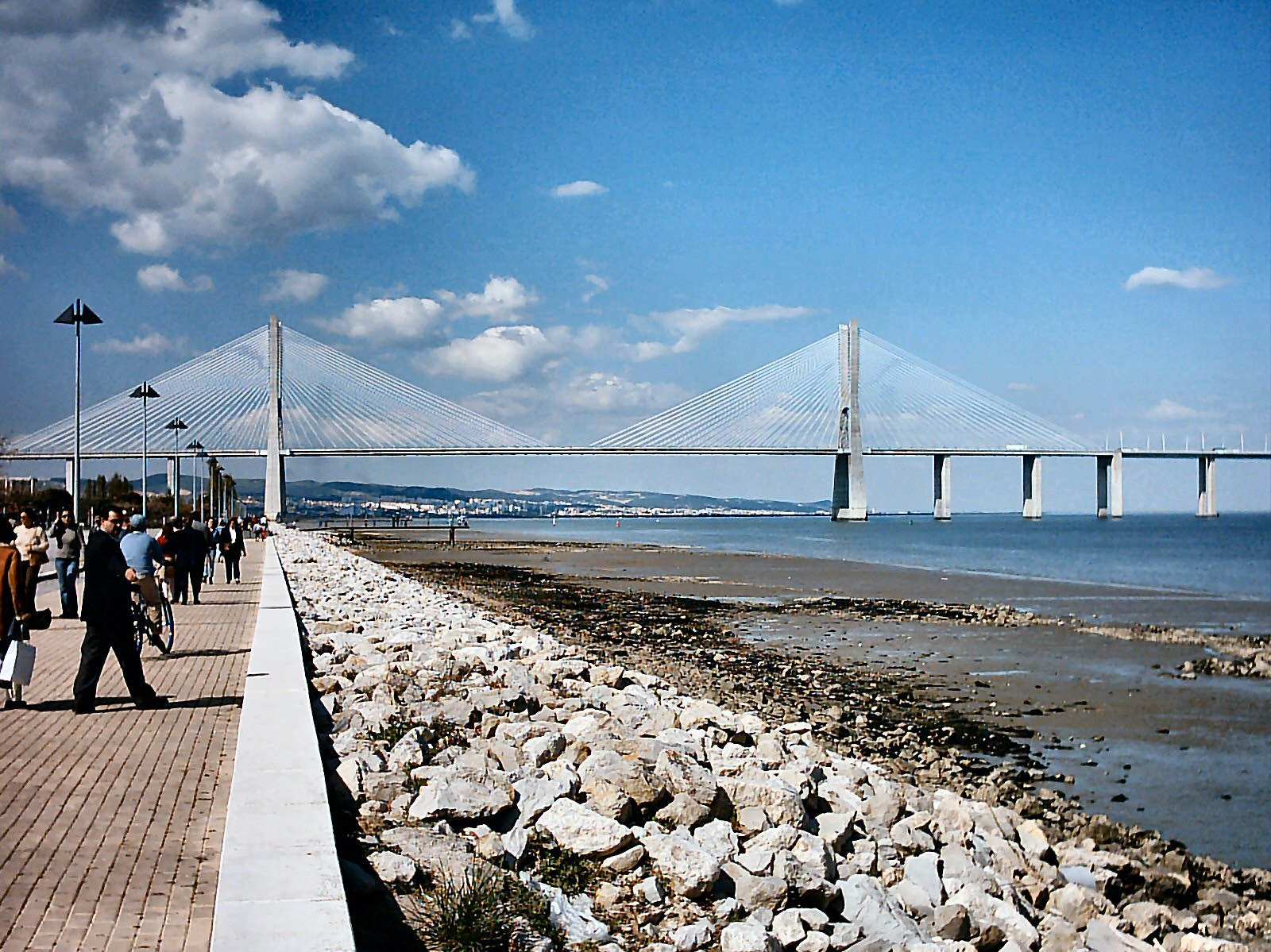
Podul Vasco da Gama

Sacavém este un oraș în Portugalia așezat în cadrul municipalității Loures. Este foarte apropiat de capitala Lisabona făcând parte din zona metropolitană a acesteia. Prin acest oraș trece râul Tagus spre vărsarea lui în Oceanul Atlantic, orașul situându-se chiar la începutul estuarului acestuia.